# East Asia Super League 2024-2025
La East Asia Super League 2024-2025, anche conosciuta come EASL 2024-2025, sarà la terza edizione della competizione, la principale competizione di basket per l'Asia orientale organizzata in collaborazione con FIBA Asia.
Dieci squadre provenienti da 6 nazioni dell'Asia Orientale (Giappone, Corea del Sud, Taiwan, Filippine, Hong Kong e Macao) prenderanno parte alla competizione; la quale è iniziata il 2 ottobre 2024 con le prime partite della fase a gironi, per poi finire il 9 marzo, data della finale.
Cinque città al di fuori delle Filippine, nazione che ha ospitato le final 4 nella stagione precedente, hanno manifestato l'interesse nell'ospitare le Final Four dell'EASL 2024-25.

## Squadre partecipanti
Inizialmente come per la stagione precedente, l'EASL 2024-2025 avrebbe dovuto vedere la partecipazione di otto squadre: le finaliste della P. League+ di Taiwan, della B.League giapponese e della Korean Basketball League della Corea del Sud, insieme a due squadre della Philippine Basketball Association (PBA).
Il processo di assegnazione per le squadre filippine non è stato reso immediatamente noto poiché la PBA ha due tornei separati per la stagione 2023-24. La PBA ha infine deciso di inviare i campioni dei due tornei.
Il 14 agosto 2024, è stato annunciato che una squadra di Hong Kong ed una di Macao, avrebbero preso parte alla competizione come squadre di espansione.
| Campionato                        | Nazione       | Posti |
| --------------------------------- | ------------- | ----- |
| P. League+                        | Taipei cinese | 2     |
| B.League                          | Giappone      | 2     |
| Korean Basketball League          | Corea del Sud | 2     |
| Philippine Basketball Association | Filippine     | 2     |
| Squadre espansione                | Hong Kong     | 1     |
| Squadre espansione                | Macao         | 1     |

| Squadra           | Risultato campionato nazionale                                 |
| ----------------- | -------------------------------------------------------------- |
| N. T. Kings       | Vincitore della P. League+ 2023-24                             |
| Taoyuan Pilots    | Finalista della P. League+ 2023-24                             |
| Hiroshima Drag.   | Vincitore della B.League 2023-24                               |
| Ryukyu G. Kings   | Finalista della B.League 2023-24                               |
| Busan Egis        | Vincitore della Korean Basketball League 2023-24               |
| Suwon Sonicboom   | Finalista della Korean Basketball League 2023-24               |
| S. Miguel Beermen | Vincitore della PBA Commissioner's Cup 2023-24                 |
| Meralco Bolts     | Vincitore della PBA Philippine Cup 2024                        |
| Eastern Hong Kong | Vincitore della Hong Kong A1 Division Championship 2023-24     |
| Macau Black Bears | Vincitore del Macau Senior Category Basketball Tournament 2024 |

## Sorteggi
Il risultato del sorteggio della fase a gironi della stagione 2024-25 è stato annunciato nell'aprile 2024; in quel momento erano già note solo le squadre qualificate dalla Korean Basketball League; ma ancora doveva essere determinato, anche per loro, quale fosse la squadra campione e quella finalista. Nelle urne del sorteggio quindi sono state delle palline numerate, la squadra 1 sarebbe stata la campionessa e la squadra 2 la seconda classificata. Nel caso delle Filippine, sono stati i campioni della PBA Commissioner's Cup ad essere designati come Squadra 1 ed i campioni della PBA Philippine Cup come Squadra 2.
Le squadre di Hong Kong e Macao sono state aggiunte tardivamente, rispettivamente al Gruppo A e al Gruppo B.

## Fase a gironi

### Gruppo A
| Pos | Squadra           | G | V | P | PF  | PS  | DP  | %    | Qualification               |
| --- | ----------------- | - | - | - | --- | --- | --- | ---- | --------------------------- |
| 1   | Hiroshima Drag.   | 6 | 5 | 1 | 517 | 450 | +67 | ,833 | Qualificate alla Final Four |
| 2   | Taoyuan Pilots    | 6 | 4 | 2 | 544 | 459 | +85 | ,667 | Qualificate alla Final Four |
| 3   | Eastern Hong Kong | 6 | 3 | 3 | 427 | 450 | −23 | ,500 |                             |
| 4   | Suwon Sonicboom   | 6 | 3 | 3 | 456 | 500 | −44 | ,500 |                             |
| 5   | S. Miguel Beermen | 6 | 0 | 6 | 446 | 531 | −85 | ,000 |                             |

1. 1 2  Hong Kong Eastern 1–0 Suwon KT Sonicboom

### Gruppo B
| Pos | Squadra           | G | V | P | PF  | PS  | DP  | %    | Qualification               |
| --- | ----------------- | - | - | - | --- | --- | --- | ---- | --------------------------- |
| 1   | Ryukyu G. Kings   | 6 | 5 | 1 | 498 | 493 | +5  | ,833 | Qualificate alla Final Four |
| 2   | N. T. Kings       | 6 | 4 | 2 | 594 | 532 | +62 | ,667 | Qualificate alla Final Four |
| 3   | Macau Black Bears | 6 | 3 | 3 | 582 | 579 | +3  | ,500 |                             |
| 4   | Meralco Bolts     | 6 | 2 | 4 | 487 | 509 | −22 | ,333 |                             |
| 5   | Busan Egis        | 6 | 1 | 5 | 496 | 544 | −48 | ,167 |                             |

## Final Four
Le prime due classificate di ciascun girone ottiene l'accesso per le Final Four della EASL 2024-25; le sfide a gara secca si giocheranno nel marzo del 2025 presso lo Studio City Event Center a Cotai, Macao
|  | Semifinali 7 marzo | Semifinali 7 marzo | Semifinali 7 marzo |                |                 | Finale 9 marzo          | Finale 9 marzo          | Finale 9 marzo          |  |
|  |                    |                    |                    |                |                 |                         |                         |                         |  |
|  | 1A                 | Hiroshima Drag.    | 81                 |                |                 |                         |                         |                         |  |
|  | 1A                 | Hiroshima Drag.    | 81                 |                |                 |                         |                         |                         |  |
|  | 2B                 | N. T. Kings        | 65                 |                |                 |                         |                         |                         |  |
|  | 2B                 | N. T. Kings        | 65                 |                | Hiroshima Drag. | Hiroshima Drag.         | 72                      |                         |  |
|  |                    |                    |                    |                | Hiroshima Drag. | Hiroshima Drag.         | 72                      |                         |  |
|  |                    |                    | Taoyuan Pilots     | Taoyuan Pilots | 68              |                         |                         |                         |  |
|  | 1B                 | Ryukyu G. Kings    | Taoyuan Pilots     | Taoyuan Pilots | 68              | 64                      |                         |                         |  |
|  | 1B                 | Ryukyu G. Kings    |                    |                |                 | 64                      |                         |                         |  |
|  | 2A                 | Taoyuan Pilots     | 71                 |                |                 | Finale 3º posto 9 marzo | Finale 3º posto 9 marzo | Finale 3º posto 9 marzo |  |
|  | 2A                 | Taoyuan Pilots     | 71                 |                |                 |                         |                         |                         |  |
|  |                    |                    |                    |                |                 |                         |                         |                         |  |
|  |                    |                    |                    |                |                 | N. T. Kings             | N. T. Kings             | 84                      |  |
|  |                    |                    |                    |                |                 | N. T. Kings             | N. T. Kings             | 84                      |  |
|  |                    |                    |                    |                |                 | Ryukyu G. Kings         | Ryukyu G. Kings         | 80                      |  |

Semifinali
| Cotai 7 marzo 2025, ore 18:40 UTC+8 Semifinale                                                                                            | Hiroshima Drag. | 81 – 65 (15-19, 40-41, 68-60) referto | N. T. Kings | Studio City Event Center (1.721 spett.) |
| \| \| \| \| \| Evans 20 \| Punti \| 17 Jo. Lin \| \| tre giocatori 3 \| Assist \| 4 Lee, Jo. Lin \| \| Evans 16 \| Rimbalzi \| 10 Daye \| |                 |                                       |             |                                         |
| |                 |                                       |             |                                         |
| Evans 20 | Punti           | 17 Jo. Lin                            |             |                                         |
| tre giocatori 3 | Assist          | 4 Lee, Jo. Lin                        |             |                                         |
| Evans 16 | Rimbalzi        | 10 Daye                               |             |                                         |

| Cotai 7 marzo 2024, ore 21:10 UTC+8 Semifinale                                                                                | Ryukyu G. Kings | 64 – 71 (10-19, 28-37, 50-51) referto | Taoyuan Pilots | Studio City Event Center (1.721 spett.) |
| \| \| \| \| \| Kirk 13 \| Punti \| 24 Lu \| \| Aluma 4 \| Assist \| 4 Graham \| \| tre giocatori 10 \| Rimbalzi \| 8 Brown \| |                 |                                       |                |                                         |
| |                 |                                       |                |                                         |
| Kirk 13 | Punti           | 24 Lu                                 |                |                                         |
| Aluma 4 | Assist          | 4 Graham                              |                |                                         |
| tre giocatori 10 | Rimbalzi        | 8 Brown                               |                |                                         |

Finale Terzo Posto
| Cotai 7 marzo 2025, ore 16:10 UTC+8 Finale 3° posto                                                                                           | N. T. Kings | 84 – 80 (20-19, 39-41, 57-61) referto | Ryukyu G. Kings | Studio City Event Center |
| \| \| \| \| \| Jer. Lin 18 \| Punti \| 27 Kirk \| \| Jo. Lin 5 \| Assist \| 5 Arakawa, Kishimoto \| \| Manigault 9 \| Rimbalzi \| 14 Aluma \| |             |                                       |                 |                          |
| |             |                                       |                 |                          |
| Jer. Lin 18 | Punti       | 27 Kirk                               |                 |                          |
| Jo. Lin 5 | Assist      | 5 Arakawa, Kishimoto                  |                 |                          |
| Manigault 9 | Rimbalzi    | 14 Aluma                              |                 |                          |

Finale
| Cotai 9 marzo 2025, ore 19:10 UTC+8 Finale                                                                                              | Hiroshima Drag. | 72 – 68 (19-18, 35-29, 51-49) referto | Taoyuan Pilots | Studio City Event Center (2.288 spett.) |
| \| \| \| \| \| Evans 18 \| Punti \| 20 Lu \| \| Blackshear 6 \| Assist \| 3 tre giocatori \| \| Blackshear 15 \| Rimbalzi \| 8 Brown \| |                 |                                       |                |                                         |
| |                 |                                       |                |                                         |
| Evans 18 | Punti           | 20 Lu                                 |                |                                         |
| Blackshear 6 | Assist          | 3 tre giocatori                       |                |                                         |
| Blackshear 15 | Rimbalzi        | 8 Brown                               |                |                                         |